# Којук (Аљаска)
Којук (енгл. Koyuk) град је у америчкој савезној држави Аљаска.

## Демографија
По попису из 2010. године број становника је 332, што је 35 (11,8%) становника више него 2000. године.
| Група                 | 2000.       | 2010.       |
| Амерички староседеоци | 273 (91,9%) | 295 (88,9%) |
| Белци                 | 14 (4,7%)   | 12 (3,6%)   |
| Афроамериканци        | 0 (0,0%)    | 0 (0,0%)    |
| Азијати               | 2 (0,7%)    | 1 (0,3%)    |
| Хиспаноамериканци     | 0 (0,0%)    | 0 (0,0%)    |
| Укупно                | 297         | 332         |